# Jörg Guido Hülsmann
Jörg Guido Hülsmann (18 de mayo de 1966) es un economista alemán de la escuela austríaca fuertemente influenciado por Ludwig von Mises. Es profesor de economía en la Universidad de Angers, en Francia, y es un alto miembro del cuerpo docente del Instituto Mises. 
Hülsmann ha traducido varios libros de economía en idioma inglés a su lengua materna, el alemán. Ha escrito artículos científicos en alemán, inglés y francés, y sus obras han sido traducidas al italiano, eslovaco, checo, ruso y español. Hülsmann tiene también un libro sobre la ética de la producción de dinero. Es anarcocapitalista.
Hülsmann ha escrito principalmente sobre teoría monetaria y reforma monetaria, abogando por un patrón oro no-inflacionario como el único medio para controlar los ciclos inflacionarios causados por una excesiva oferta monetaria, y es uno de los pocos economistas en haber escrito sobre la compleja interrelación entre la producción de dinero y la ética.

## Libros
- Logik der Währungskonkurrenz (1996) The Logic of Currency Competition
- Kritik der Dominanztheorie (2001) Critique of F. Perroux's Theory of Dominant Economies
- Mises: The Last Knight of Liberalism (Auburn, Alabama: Ludwig von Mises Institute, 2007), xvi+1143 pages, ISBN 978-1-933550-18-3. On line PDF file.
- Ethics of Monetary Policy. (2008), ISBN 978-1-933550-09-1. Online